# Parranda de San Pedro
La Parranda de San Pedro  es una festividad popular y religiosa que se celebra cada 29 de junio en las ciudades de Guatire y Guarenas del Estado Miranda y en Sarria, Caracas, Distrito Capital, Venezuela. Tiene su origen en la Época Colonial. Consiste en unos parranderos, vestidos con levita y pumpá (uno de ellos lleva la imagen del santo, otro lleva una bandera amarilla y roja) y acompañados por Cuatro y Maracas. La percusión se logra con unos pedazos de cuero de animal amarrados a los pies a manera de sandalias (llamadas cotizas). También van acompañados por dos niños impúberes, vestidos con un traje rojo y amarillo (parecido a los arlequines), que se conocen como "tucusitos". El personaje más llamativo es un hombre vestido de mujer que carga una muñeca de trapo. Este personaje se llama "María Ignacia" y la muñeca "Rosa Ignacia". Los dos tucusitos hacen las veces de sus otros dos hijos. Todos llevan la cara pintada de negro con betún o lo que ellos llaman "negro humo". La festividad fue proclamada Patrimonio Cultural Inmaterial de la Humanidad por la UNESCO el 5 de diciembre de 2013.

## Origen de la Parranda de San Pedro.
Según la tradición oral, una esclava de nombre María Ignacia que vivía en algún lugar de Guarenas en la época colonial Guarenas y Guatire se encontraban en la misma unidad política-territorial, llamada "Cantón de Guarenas" viendo que su hija Rosa Ignacia no curaba de una fiebre muy alta le pidió a San Pedro que intercediera por la sanación de su pequeña y si lo hacía, ella le prometía salir a bailar y a cantarle todos los días 29 de junio (santoral de San Pedro Apóstol). La niña sanó y la noticia de la promesa que había hecho María Ignacia se regó por toda la zona. Los demás esclavos decidieron acompañarla en su canto y baile por las polvorientas calles de Guatire (o de Guarenas, dependiendo el núcleo urbano más cercano del lugar donde surgió).  
Pasaron los años y un día con María Ignacia enfermó (murió) su marido, para no romper la promesa que ella había hecho, decidió vestirse con sus ropas, abultar su abdomen con trapos (para simular embarazo) y salió a "parrandear". Lo acompañaban sus dos hijos varones. Con el pasar de los años, los esclavos siguieron pagando la promesa todos los 29 de junio: Un hombre se viste como María Ignacia, con una muñeca en sus brazos (Rosa Ignacia) y dos niños que siempre bailan cerca de "María Ignacia", algunos cultores argumentan que son sus dos hijos, más su presencia es de carácter simbólico de unión entre los partidos políticos de la época: Liberales y Conservadores, que realizaron un pacto para no politizar la celebración. La tradición ha continuado hasta nuestros días. 
Esta tradición se ha mantenido gracias a la voluntad de los cultores, representados en Guarenas por Norberto Blanco y Antonio Núñez, quienes por más de un siglo cantaron y bailaron en las casas y las calles del pueblo, improvisando sus versos y dándole gracias al Santo Patrón. Antonio Núñez, antes de morir entregó la parranda a su hijo, Pablo Núñez, quien actualmente promete continuar con la tradición.  En Guatire, la tradición fue impulsada desde principios del siglo XX por Martín Rosas, Justo "Pico" Tovar, Celestino Alzur; y más adelante por Ángel Plaza y Manuel Ángel Rojas. También existen en Guatire siete agrupaciones dedicadas al fomento de la Parranda de San Pedro, siendo las principales la adscrita al Centro de Educación Artística "Andrés Eloy Blanco" y la conformada por la Fundación "Parranda de San Pedro del 23 de Enero".

## Desarrollo de la Parranda
El día anterior se realiza una vigilia o velorio donde se le canta y se le baila a la imagen del Santo (que ha estado guardada durante el año en la casa de alguno de los parranderos). Al día siguiente, la parranda se inicia con una Misa en el Templo parroquial y luego los parranderos, cantando y bailando recorren las principales calles del pueblo, acompañados por muchas personas. No falta el licor. Al llegar la aurora la parranda comienza a dispersarse. 
Parranderos de San Pedro muy famosos y recordados son Justo Tovar, Celestino Alzur, Eleazar Felipe Muñoz, Pablo Vaamonde, Guillermo Silva, Pedro Flores, entre otros. 
Algunas de las estrofas que se cantan en esta Parranda:

Buenas días, doy señores,

Buenas días, vengo a dar.

La Parranda de San Pedro,

Que les vengo aquí a cantar.

Baila, Baila, María Ignacia 

Como tu sabes bailar 

Baila, Baila, María Ignacia 

Como tu sabes bailar 

Un pasito, para`lante Y 

otro paso para`atrás , 

Un pasito, para`lante Y 

otro paso para`atrás 

Y se me ponen de frente 

Porque los voy a llamar,

Y se me ponen de frente 

Porque los voy a llamar.

En esta vuelta y la otra,

Voy a cambiar de toná.

En esta vuelta y la otra,

Voy a cambiar de toná

Guachi, guachi

pasó por aquí,

Guachi, guachi,

Pasó por aquí.

Con una pequeña tinaja de anís

Lala Lara larala
Lailai larai larai Lara
Lara lalala lalara lalara lalara Lara rarala
Lalala lalara lalara Lara rarala Gue!

Dos cosas tiene Guatire,

Que no las tiene otro pueblo.

Dos cosas tiene Guatire,

Que no las tiene otro pueblo

La rica conserva e`cidra,

Y la parranda de San Pedro

La rica conserva e`cidra,

Y la parranda de San Pedro

Baila baila tucucito como tu lo sabe´ hacer,

baila baila tucucito como tu lo sabe´ hacer

moviendo bien las banderas pal´ derecho y al revés,

moviendo bien las banderas pal´ derecho y al revés,

Y se me ponen de frente porque los voy a llamar

en esta vuelta y la otra voy a cambiar la toná,
 
y se me ponen de frente porque los voy a llamar

en esta vuelta y la otra voy a cambiar la toná,

Pegale pedro, pegale juan,

Pegale pedro, pegale juan,
 
Pasa`pá dentro que tá en el zaguan,

vuélvelo polvo sin compasión.

Lala Lara larala

Lailai larai larai Lara

Lara lalala lalara lalara lalara Lara rarala

Lalala lalara lalara Lara rarala Gue!

El San Pedro de mi tierra

es un santo milagroso

juega chapa con los negros

y descubre a los tramposos"

Baila, baila coticero,

Como tu lo sabes hacer.

Baila, baila coticero,

Como tu lo sabes hacer
Que si se rompe la cotiza,

Yo lo vuelvo a componer.

Que si se rompe la cotiza,

Yo lo vuelvo a componer

Y se me ponen de frente,

Porque lo voy a llamar.

Y se me ponen de frente,

Porque lo voy a llamar

En esta vuelta y la otra,

Voy a cambiar la toná.

En esta vuelta y la otra,

Voy a cambiar la toná

Pégale Pedro, pégale Juan,

Pégale Pedro, pégale Juan,

Lala Lara larala

Lailai larai larai Lara

Lara lalala lalara lalara lalara Lara rarala

Lalala lalara lalara Lara rarala Gue!

## Controversias de la parranda de San Pedro
Según las tradiciones orales la Parranda nació en la época colonial. Otros creen que nació a mediados del siglo XIX cuando la lucha política entre Conservadores (que se identificaban con el color rojo) y los Liberales (que se identificaban con el color amarillo). Si es cierta esta última tesis, la Parranda debe haber surgido como una manera de ridiculizar a los dos bandos contendientes. 
Así mismo, algunos sostienen que se origina en Guarenas (La Hacienda San Pedro, que tenía tierras en lo que son hoy ambos municipios). En todo caso surgió en el cantón de Guarenas que agrupaba a esta ciudad y a Guatire. Por otra parte, algunos opinan que el santo que se venera es San Pedro Claver, otros que es San Pedro Apóstol.